# Koninklijke en pauselijke basiliek Franciscus van Paola

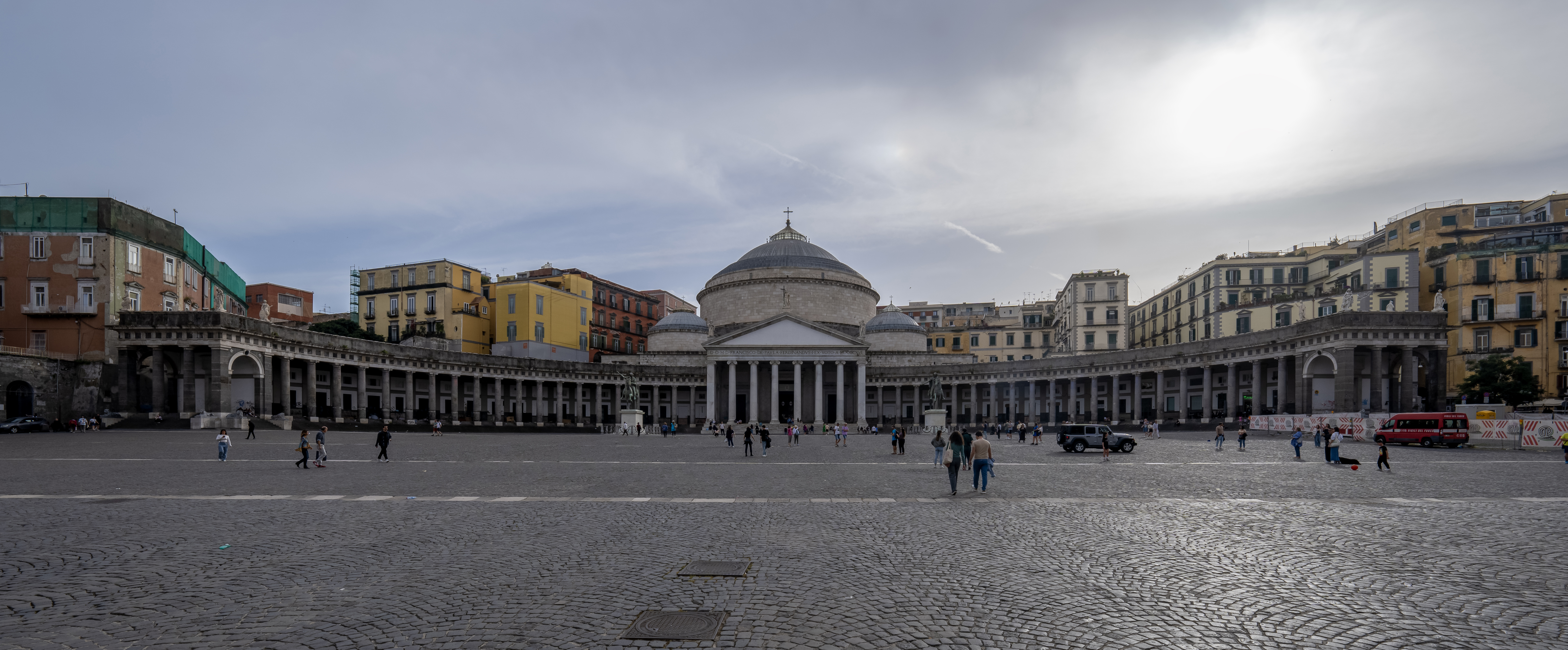
Basiliek van Franciscus van Paola met zuilengalerij, in Napels

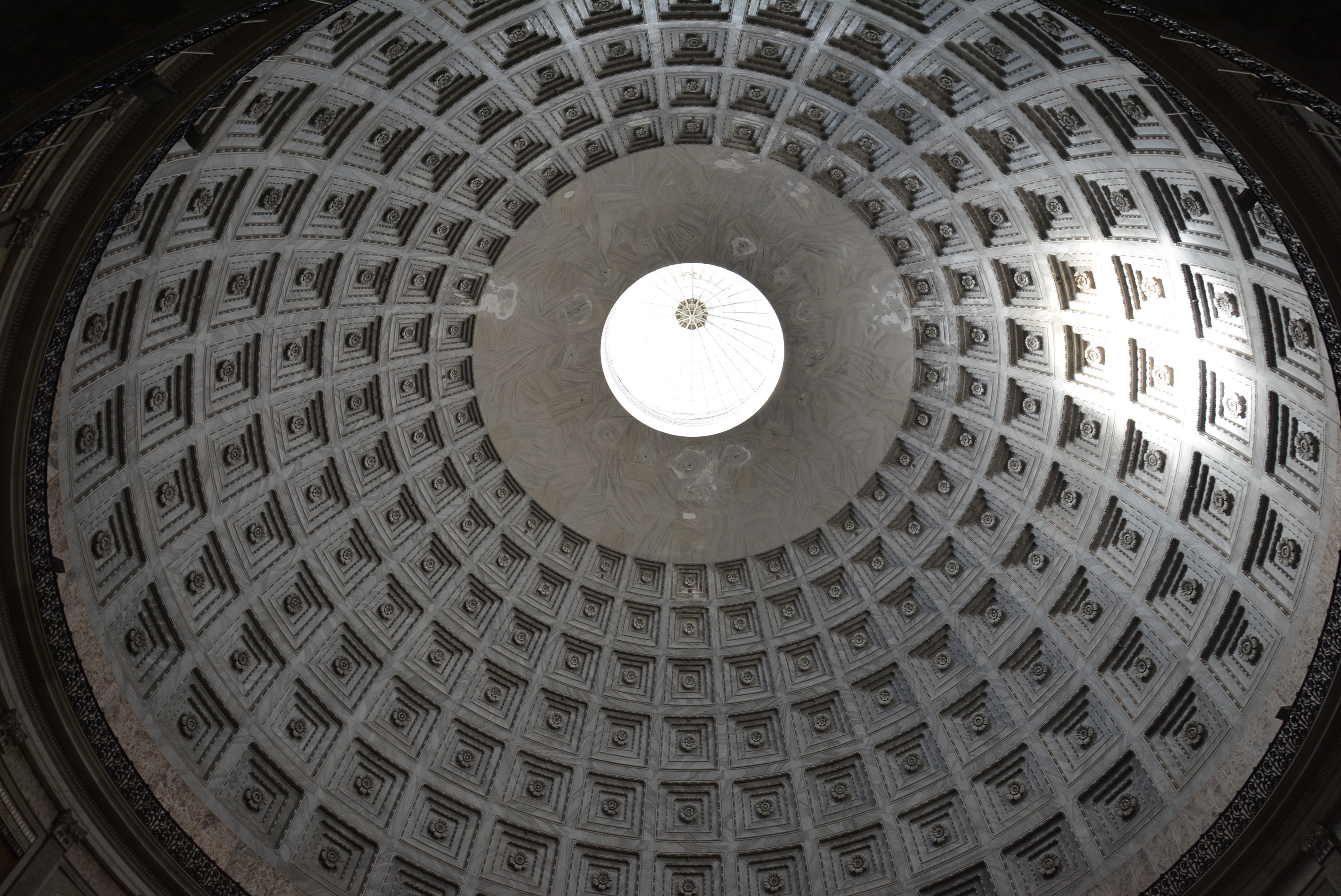
Koepel, zoals in het Pantheon in Rome

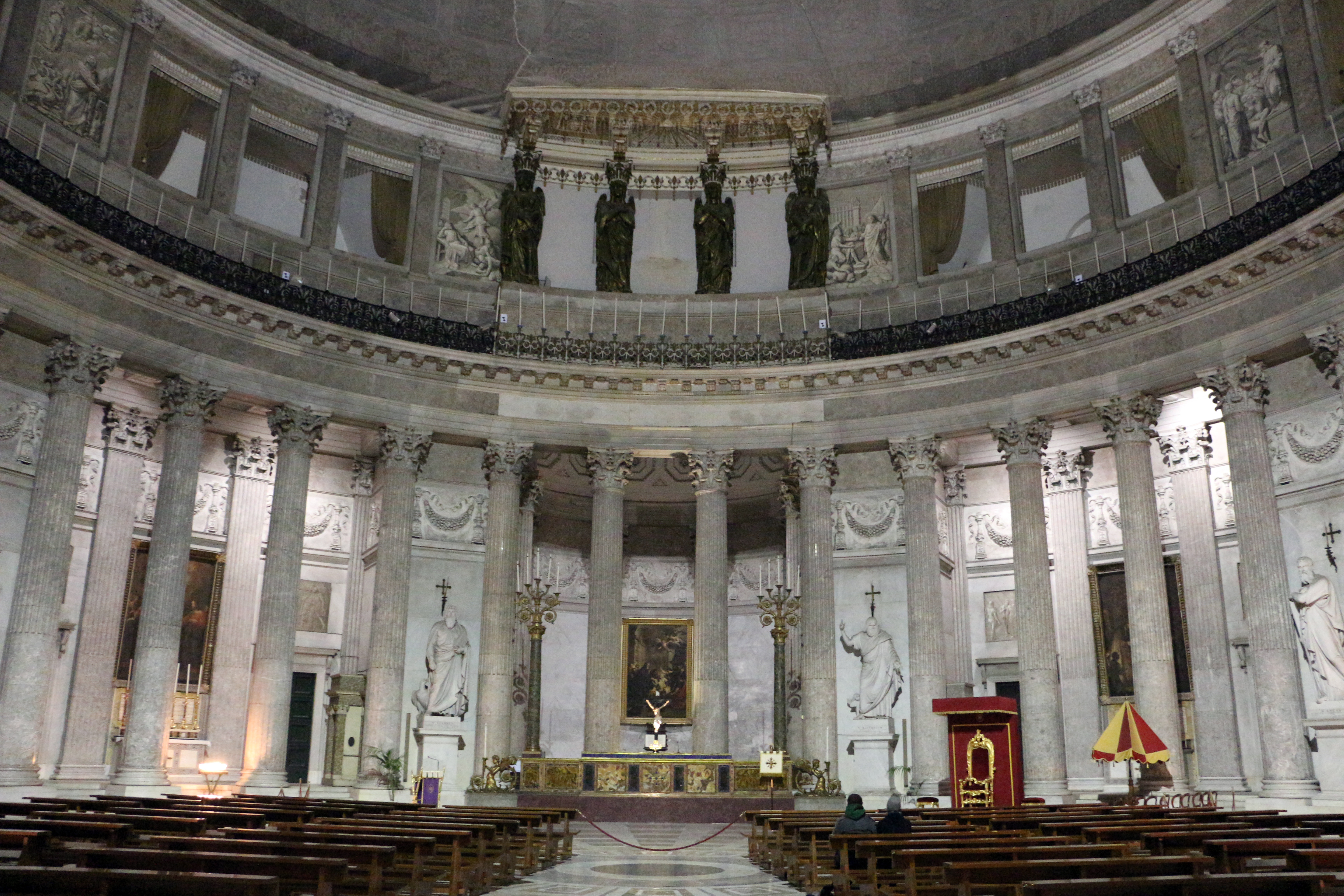
Loggia voor de koninklijke familie

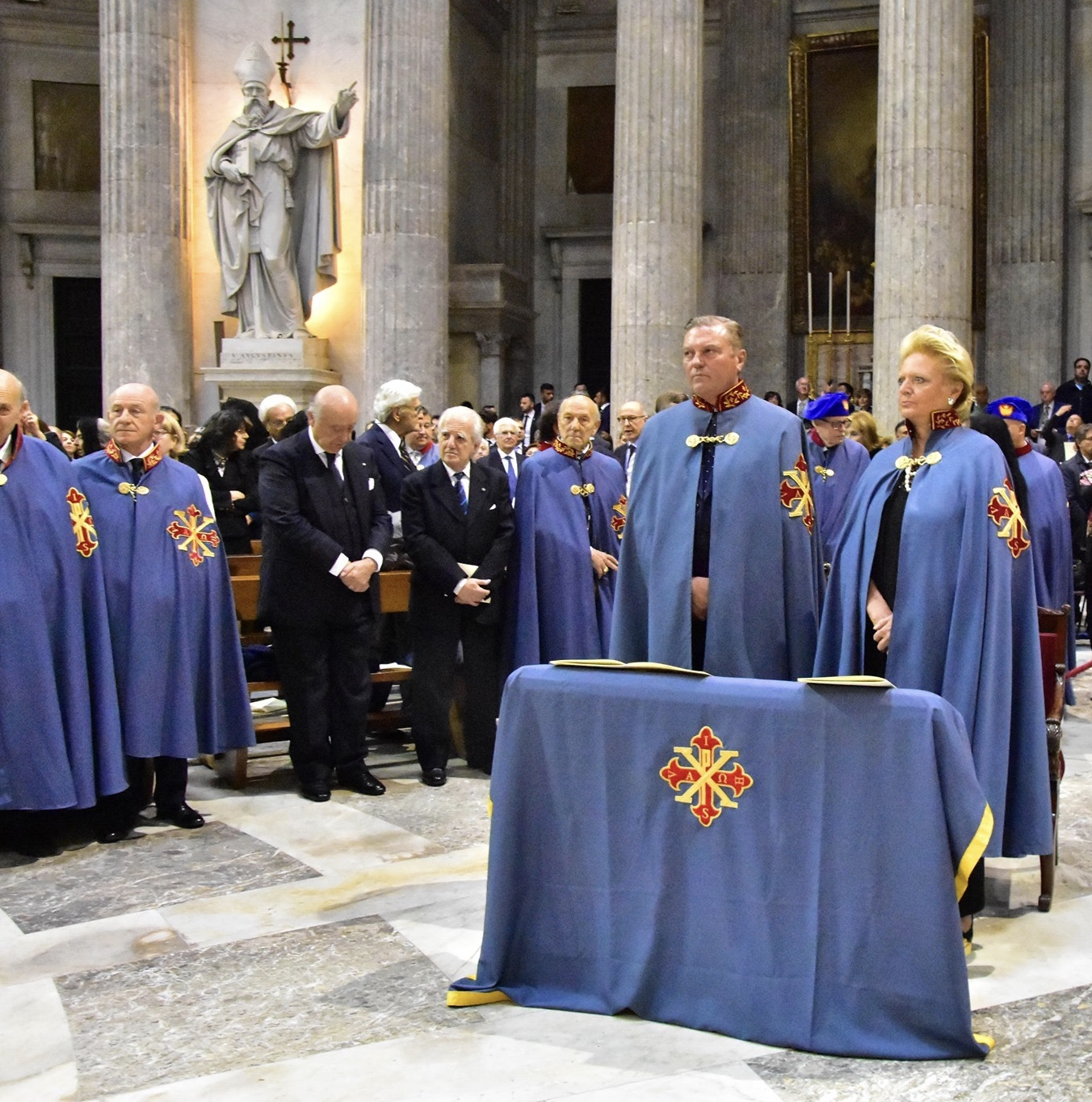
Carlo van Bourbon-Sicilië en zijn zus Béatrice van Bourbon-Sicilië tijdens een kerkdienst

De Koninklijke en pauselijke basiliek Franciscus van Paola (begin 19e eeuw) bevindt zich in de Italiaanse stad Napels. Het is een rooms-katholieke basiliek in de wijk San Ferdinando. De basiliek staat met haar halfcirkelvormige zuilengalerij aan de Piazza del Plebiscito, tegenover het voormalig koninklijk paleis.
De stijl is neoclassicistisch. 

## Naam
De naam ‘koninklijk’ verwijst naar de dankbaarheid van koning Ferdinand IV van Napels omdat hij de troon terugkreeg na de Franse bezetting van Napels. Het Congres van Wenen (1815) schonk de koningstroon terug aan Ferdinand IV van het Huis Bourbon. 
De basiliek is toegewijd aan de heilige Franciscus van Paola, een heilige goed bekend in het koninkrijk Napels; hij stichtte de kloosterorde der Miniemen.
De naam in het Italiaans is Basilica reale pontificia di San Francesco di Paola.

## Historiek
De eerste bouwwerken startten in 1809 evenwel voor een ander doel. Ten tijde van het Frans bestuur besliste koning Joachim Murat tot de aanleg van een groot plein, dat zijn naam zou dragen: Foro Murat. De zuilengalerij moest als een omranding het plein omgeven en als een boog gericht staan rond zijn koninklijk paleis. Waar thans de basiliek staat, diende een aula voor volksvergaderingen te komen. De eerste bouwwerken begonnen maar vielen stil. Met de val van Napoleon Bonaparte bij de Slag bij Waterloo (1815) kwamen de orders van het Congres van Wenen (1815) tot Restauratie van het oude koningschap. Het doel van de bouwwerken veranderde dan ook (1817). Koning Ferdinand IV van Bourbon, thans Ferdinand I der Beide Siciliën, wenste een basiliek te plaatsen tegenover zijn paleis als een mausoleum voor het Huis Bourbon. Hij liet een deel van de zuilengalerij oprichten, voor zover ze geïntegreerd stonden naast de basiliek. De naam van het plein werd Largo di Palazzo, later met de val van de Bourbons Piazza del Plebiscito genoemd. 
Leopoldo Laperuta was de architect van de zuilengalerij en de voorgevel met fronton. Vooraan aan de basiliek staat een fronton met zeven ionische zuilen. Bovenop het fronton staat een vrouwenfiguur die de godsdienst uitbeeldt. Aan de rechter kant een beeld van de heilige koning Ferdinand III van Castilië, voorvader van koning Ferdinand I. Links staat het beeld van Franciscus van Paola. Voor de ingang staan twee ruiterstandbeelden (1829): een van Ferdinand I en een van zijn vader, Karel III van Spanje.
De architect van de basiliek in neoclassicistische stijl was de Zwitser Pietro Bianchi. De inspiratie voor de bouw werd gehaald bij het Pantheon in Rome. Er zijn twee verschillen met het Pantheon. De koepel van de basiliek is kleiner en er zijn twee zijkapellen elk met een eigen koepeltje. In 1824 was de ruwbouw klaar doch het duurde nog tot 1846 eer de basiliek werd ingewijd. Medewerkers van Bianchi zorgden voor de afwerking en binnendecoraties.
De basiliek heeft een grote centrale ruimte die een cirkelvorm heeft; de diameter op de vloer is 34 meter. De vloer is van veelkleurig marmer. Vierendertig Dorische zuilen, elk 11 meter hoog, staan in het rond. Ze zijn bekleed met marmer van Mondragone. De Dorische zuilen dragen elk een lelie, symbool van het Koninklijk Huis Bourbon. Tussen de vloer en de top van de koepel is de hoogte 53 meter. De cassettes in de koepel zijn kopieën van deze in het Pantheon. Tussen de koepel en de zuilen is er een bovengalerij gebouwd. In de bovengalerij volgde het koninklijk hof de kerkdiensten. Speciaal voor het vorstenpaar is er een loggia met baldakijn opgericht gesteund door vier engelen uit verguld houtwerk.
Het pronkstuk is het hoogaltaar. Het altaar komt van een andere kerk, namelijk de kerk van de Heilige Apostelen in Napels. Het altaar was het werk van Ferdinando Fuga (1751). Het is versierd met lapis lazuli en agaatstenen. Opmerkelijk is dat het altaar gekeerd is zodat de priester naar het volk kijkt. Dit was uitzonderlijk in de periode voor het Tweede Vaticaans Concilie, want de priester was steeds met zijn rug gekeerd naar de gelovigen. Voor deze uitzonderlijke positie van het altaar had paus Gregorius XVI zijn toestemming gegeven.